# Jozef Mišura
Jozef Mišura (* 18. ledna 1931 Ružomberok) je bývalý slovenský a československý politik, po sametové revoluci poslanec Sněmovny národů Federálního shromáždění za Komunistickou stranu Slovenska, později za Stranu demokratické levice.

## Biografie
Vystudoval Obchodní akademii v Trenčíně a pak Právnickou fakultu a Vysokou školu ekonomickou. V letech 1950-1952 pracoval v Ružomberských papírnách, pak absolvoval základní vojenskou službu. V roce 1954 nastoupil coby provozní účetní, daňový referent a vedoucí právního oddělení do podniku Severoslovenské celulózky a papírny. V roce 1958 se stal místopředsedou Místního národního výboru v Ružomberku. Byl rovněž poslancem MNV, poslancem ONV Liptovský Mikuláš i poslancem a členem rady KNV Banská Bystrica. Od roku 1976 pracoval v Severoslovenských celulózkách a papírnách, nyní jako odborný asistent podnikového ředitele. V roce 1977 se stal ředitelem závodu Supra a v roce 1978 obchodním náměstkem podnikového ředitele. Angažoval se v regionální tělovýchově jako předseda fotbalového oddílu a předseda TJ SCP Ružomberok. Byl aktivní v odborech jako člen Ústředního výboru odborového svazu chemie Praha. Zasedal také v předsednictvu Okresního výboru SSM v Liptovském Mikuláši a byl předsedou organizace Svazarmu v Ružomberku.
Ve volbách roku 1990 byl zvolen do slovenské části Sněmovny národů (volební obvod Středoslovenský kraj) za KSS, která v té době byla ještě slovenskou územní organizací celostátní Komunistické strany Československa (KSČS). Postupně se ale osamostatňovala a na rozdíl od sesterské strany v českých zemích se transformovala do postkomunistické Strany demokratické levice. Mišura proto přešel do klubu SDĽ. Ve Federálním shromáždění setrval do voleb roku 1992.
Bydlí v Ružomberku, je ženatý, má dva syny. V letech 1992-1995 byl obchodním zástupcem firma CTI s.r.o., pak v období let 1996-2002 působil v Rbk jako vedoucí skupiny prodeje bytů. Od roku 2003 působí jako vedoucí Klubu důchodců. V roce 2011 mu městské zastupitelstvo v Ružomberku udělilo Cenu města.